# هوانگو-دونگ
هوانگو-دونگ (به لاتین: Hwango-dong) یک منطقهٔ مسکونی در کره جنوبی است که در گیونگجو واقع شده‌است.